# Norba. Revista de historia
Norba. Revista de historia es una revista académica dedicada a la historia, editada por el Departamento de Historia de la Facultad de Filosofía y Letras del Campus de Cáceres de la Universidad de Extremadura.
La revista se funda en el año 1984 al escindirse la antigua Norba. Revista de arte, geografía e historia en tres publicaciones independientes para cada una de estas áreas. Se trata de una revista de historia general, aunque una parte importante de su contenido se centra en las épocas prehistórica, antigua y medieval y, geográficamente, en el territorio comprendido en la actualidad por la comunidad autónoma de Extremadura. Algunos números tienen un carácter monográfico, centrándose exclusivamente en un tema concreto. 
Se edita un número al año, compuesto por artículos de investigación de académicos españoles y extranjeros. La mayor parte de los artículos son publicados en español, aunque en ocasiones pueden encontrarse artículos en otros idiomas como el portugués o el francés. Cada número incluye entre 10 y 15 artículos y consta de entre 250 y 300 páginas. Buena parte de los números publicados está disponible de forma libre en la red a través de Dialnet.